# Thomas and the Magic Railroad
Thomas and the magic Railroad je dobrodružný dětský fantasy film z roku 2000. Napsala a režírovala jej Britt Allcroft. Je to jediný hraný a animovaný film vycházející ze seriálu Lokomotiva Tomáš. Ve filmu hrají Alec Baldwin jako pan dirigent, Peter Fonda, Mara Wilson, Didi Conn, Russell Means, Cody McMains, Michael E. Rodgers a dabují Eddie Glen a Neil Crone. Film je založen na britské dětské knižní sérii The Railway Series od reverenda W. Awdryho a seriálu Lokomotiva Tomáš.
Od října 2020 se vyvíjí druhý celovečerní film seriálu Lokomotiva Tomáš. Režie se ujal Marc Foster.

## Děj
Tlustý přednosta odjíždí na dovolenou s rodinou.
Vedení nad lokomotivami převezme pan dirigent. V tu dobu chce Diesel 10 najít a zničit lokomotivu Lady, čímž zničí všechny parní lokomotivy. Tomáš a pan dirigent mu v tom chtějí zabránit.

## Obsazení

### Herci
- Alec Baldwin jako pan dirigent
- Peter Fonda jako Burnett Stone, Lilyin dědeček a Ladyin strojvedoucí.
- Jared Wall jako mladý Burnett
- Mara Wilson jako Lily Stone, Burnettova vnučka.
- Michael E. Rodgers jako pan C.Junior, líný bratranec pana dirigenta.
- Cody McMains jako Patch, mladý dospívající chlapec, který pracuje s Burnett Stone.
- Didi Conn jako Stacy Jones, Mattova a Danova teta a manažer Shining Time.
- Russell Means jako Billy Twofeathers.
- Lori Hallier jako paní Stoneová, Lilyina matka a Burnettova dcera.
- Laura Bower jako Tasha Stone, Burnettova zesnulá manželka a Lilyina zesnulá babička.

### Dabéři
- Eddie Glen  jako Tomáš, modrá parní lokomotiva, která provozuje svou vlastní trať.
- Britt Allcroft  jako Lady, malá parní lokomotiva ve viktoriánském stylu vlastněná Burnettem Stonem, který provozuje Kouzelnou železnici.
- Neil Crone jako
  - Diesel 10, záporná dieselová lokomotiva s hydraulickým drápem. Diesel 10 nenávidí parní lokomotivy a chce je zničit.
  - Splatter, diesel a Dodgeovo dvojče.
  - Gordon, velký modrá parní lokomotiva, která tahá expresní soupravy.
- Kevin Frank jako
  - Dodge, diesel a Splatterovo dvojče.
  - Henry, zelená lokomotiva pro smíšený provoz.
  - Bertie, červený autobus, který rád závodí s Thomasem.
  - Harold, bílý vrtulník, který létá kolem Sodoru.
- Linda Ballantyne jako Percy, malá zelený parní lokomotiva, která tahá poštovní soupravy a je Tomášovým nejlepším přítelem.
- Susan Roman jako James, červená lokomotiva pro smíšený provoz.
- Colm Feore jako Toby , hnědá hranatá tramvajová lokomotiva , která občas tahá osobní vagón Henrietta.
- Shelley-Elizabeth Skinner jako Annie a Clarabel, Tomášovy dva vagóny.

## Písně
- Shining Time
- How the moon must feel
- Summer Sunday
- Some Things Never Leave You
- He's the really useful engine

## Budoucnost

### Zrušené pokračování
1. července 2000 bylo oznámeno, že Destination Films zahájily výrobu pokračování, které však bylo v tichosti zrušeno.

### Budoucnost
HiT Entertainment uvedl, že začne s výrobou druhého celovečerního filmu k seriálu Lokomotiva Tomáš. Původně měl film vyjít na konci roku 2010. v září 2009 bylo vydání posunuto na jaro 2011. V lednu 2011 bylo datum vydání posunuto na rok 2012. Původní námět napsal Josh Klausner, který také oznámil, že film by se měl odehrávat v době druhé světové války.
6. října 2020 bylo oznámeno, že Marc Forster bude režírovat nový hraný/animovaný film Thomas & Friends v kinech.

## Recenze
Na ČSFD má film hodnocení 55 % na základě 30 hodnocení (k srpnu 2025).
Na Rotten Tomatoes má film hodnocení 21 % na základě 68 recenzí spolu s průměrným hodnocením 3,97/10 (k říjnu 2022). Kritický konsenzus webu zní: „Děti v dnešní době vyžadují špičkové speciální efekty nebo alespoň chytrou zápletku s roztomilými postavičkami. Tento film nemá ani jedno, protože ztratil ve své amerikanizaci to, co britský originál udělal správně“. Na Metacritic má film skóre 19 ze 100 na základě 23 recenzí. Diváci dotazovaní CinemaScore dali filmu průměrnou známku „B“ na stupnici A+ až F.